# Історія Севастополя
Історія міських поселень на території сучасного Севастополя налічує понад 25 століть.

Герб Севастополя 1893 року

## Херсонес

### Давньогрецькийполіс

«План стародавнього міста Херсонеса-Таврійського з показанням розкопаних ділянок його в різні роки». Креслив художник М. І. Скубетов-Скубентов. "Крим. Путівник. ", Під ред. Бумберг К. Ю., Вагін Л. С., Клепінін Н. Н., Соколов В. В.: Сімферополь, 1914

В античності на території, на якій розташований сучасний Севастополь, розташовувалася грецька колонія Херсонес, заснований вихідцями з Гераклеї Понтійської у V столітті до н. е. Незабаром Херсонес став одним з основних грецьких полісів Причорномор'я і надалі поширив свій вплив на весь західний Крим (Керкінітида, Калос — Лімен). Місто неодноразово переживало підйом і занепад, і остаточно втратило своє значення вже за часів Київської Русі.

### Римський період: 40-405 роки н.е.
нашестя готів
нашестя гунів

### Візантійський період: 405—1237 роки
25 березня 655 року до Херсонеса був висланий папа Римський Мартин Сповідник, де він і помер 19 вересня того ж року. Канонізований як мученик. Шанується як святий у католицькій та православній церкві.
У місті перебуває у засланні повалений імператор Юстиніан II, який потім повертається до влади (705). Побоюючись репресій Юстиніана, місто на кілька років переходить під протекторат Хозарського каганату.
Повстання в Херсонесі Вардана Філіппіки проти Юстиніана II в 711 р і проголошення Вардана імператором Візантії.
Похід князя Володимира Святославовича на Херсонес (в руських джерелах — Корсунь) в 987 році і його взяття в 988 році.

### У складі князівства Феодоро
Після того, як в степовому Криму утвердилися половці, в гористій частині південно-західного Криму утворилося православне князівство Феодоро з центром у фортеці Мангуп. З півдня землі феодоритів обмежувалися приморськими володіннями генуезців. Єдиним виходом до моря у князівства була невелика ділянка в гирлі річки Чорної, де було споруджено фортецю Каламіта. Нині це — околиця міста Інкерман (збереглися залишки веж).
Таким чином, територія нинішнього Севастополя виявилася в складі 3-х держав, а стародавній Херсонес остаточно спорожнів.
Найзахіднішої фортецею генуезців у Криму була Чембало. У наші дні це — колишнє місто, зараз масив Балаклава в складі Севастополя, де також збереглися залишки середньовічних веж.

## Від падіння Херсонеса до заснування Севастополя

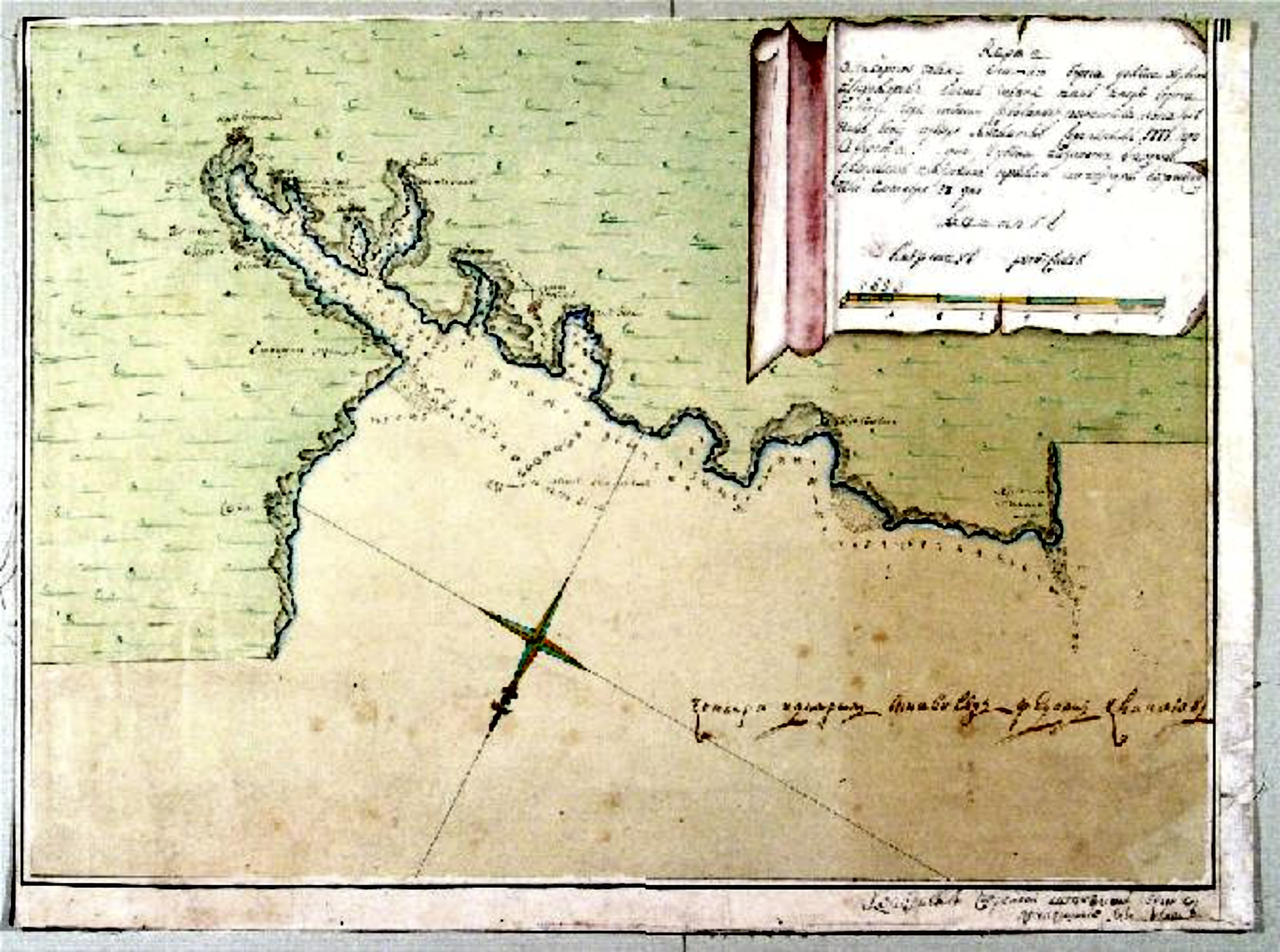
І. М. Берсенєв. «Карта Ахтіарської гавані від Бельбека до Херсонського мису.» Масштаб — 1,5 версти в англ. дюймі. Червень 1783 р Рукопис, туш, чорнило, акварель. Під картушем напис: «Контр-адміралу і Кавалеру Федотові Олексійовичу Клакачеву»

У 1475 р до берегів Криму підійшов османський флот, а війська, що висадилися, одна за одною оволоділи генуезькими фортецями і землями Феодоро. З 1475 по 1774 роки територія нинішнього Севастополя входила до складу Кефінського еялету (провінції) Османської імперії. У цей період поряд з руїнами Херсонеса розташовувалося кримськотатарське село Ак'яр (Ахтіяр), а головним міським центром навколишніх територій був Інкерман.
Після російсько-турецької війни 1768—1774 року Османська імперія підписала з Росією Кючук-Кайнарджійський договір, в результаті якого Кримське ханство формально здобуло незалежність, але де-факто стало залежати від Росії; в Криму розташувалися російські війська.
У 1783 році Кримське ханство було ліквідовано, його землі (Крим, Приазов'ї і Кубань) анексувала Російська імперія.

## У складі Російської імперії: 1783—1917 рокі
Перші укріплення на берегах Ахтіарської гавані російські війська під командуванням О. В. Суворова почали зводити ще в 1778 році, під час війни з турками.
8 (19) квітня 1783 р був проголошений маніфест про анексію Криму Російською імперією.
2 (13) травня 1783 року віце-адмірал Клокачев привів в Ахтіарську гавань з Керчі 11 кораблів Азовської флотилії. 7 травня в бухту увійшла і Дніпровська флотилія. На березі кораблі зустрічали офіцери Кримського корпусу, яким командував генерал-поручик О. В. Суворов.
На основі Ак'яру з'явилося місто Ахтіяр, що у 1784 році перейменували в Севастополь, з грецької «імперське/величне місто». Почалося спорудження будиночків-мазанок, підсобних приміщень і адміністративних будівель.
З 1802 р в складі Таврійської губернії.
У 1804 р оголошений головним військовим портом Чорного моря Російської імперії.
Севастопольське повстання 1830 р.
Оборона Севастополя під час Кримської війни 1853–1856 рр. Севастополь частково був окупований англо-французами менше року: 30.08.1855-23.06.1856.
У 1890 р зарахований до розряду фортець, торговий порт перенесений в Феодосію.
Севастопольське повстання 1905 р.

## Севастополь під часПерших визвольних змагань1917—1920 років

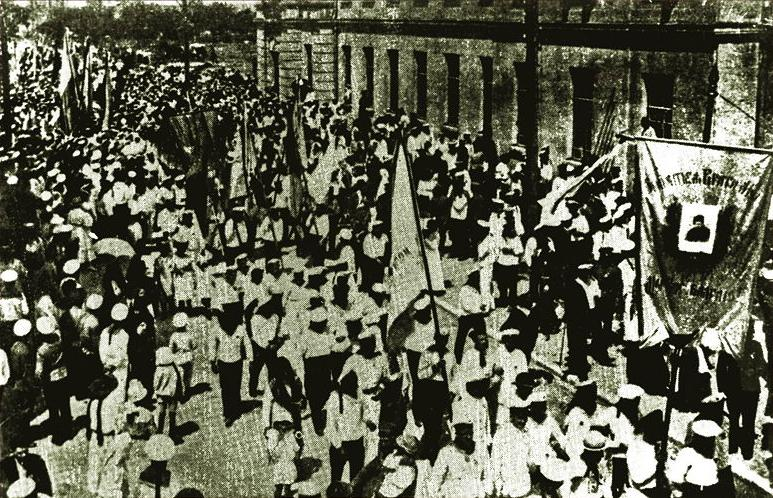
Українська маніфестація моряків Чорноморського флоту в Севастополі, квітень 1918 року.

- -  25 жовтня — 13 грудня 1917 року — Севастополь під владою Кримського крайового уряду.
- 13 грудня 1917 року — створена Кримська Народна Республіка.
  -  13 грудня — 16 грудня 1917 року — Севастополь в складі Кримської Народної Республіки.
- 16 грудня 1917 року — відбувається повстання матросів-більшовиків, в ході вуличних боїв повсталі матроси розігнали раду робітничих, матроських і солдатських депутатів, на його місці більшовики створили військово-революційний комітет. Червоний терор в Севастополі.
  -  16 грудня 1917 року — 19 березня 1918 року — військово-революційний комітет. Севастополь в складі РРФСР.
- січень 1918 року — в ході боїв між прихильниками Рад і демократичних сил на території Криму була встановлена окупаційна радянська влада.
  - 11 січня — 13 січня 1918 року — бої за Севастополь між військами Ради народних представників і більшовиками.
- 19 березня 1918 року — створена Радянська Соціалістична Республіка Тавриди в складі РРФСР.
  -  19 березня — 29 квітня 1918 року — місто в складі Радянської Соціалістичної Республіки Тавриди.
- 13 — 30 квітня 1918 року — німецькі війська за підтримки частин армії УНР і кримськотатарської міліції ліквідували радянську владу на території Криму. Крим окупований німецькими військами[2].
  -  29 квітня 1918 року — прагнучи не допустити захоплення Чорноморського флоту наближаються німецькими військами, на делегатських зборах флоту ухвалено рішення підняти на кораблях український прапор. Керівництво флоту оголосило про своє підпорядкування уряду в Києві[3].
- 1 травня 1918 року — місто зайняли війська Німецької імперії.
  -  1 травня — 23 листопада 1918 року — Севастополь де-факто під німецької окупацією, де-юре під керуванням автономного Кримського крайового уряду (з 23 червня).
  -  3 травня 1918 року — кораблі Чорноморського флоту, що залишалися в Севастополі, конфісковані німецькими військами.
- 23 листопада 1918 року — місто зайняли французькі війська.
  -  23 листопада 1918 року — 29 квітня 1919 року — Севастополь де-факто під контролем країн Антанти, де-юре під керуванням Кримського крайового уряду.
- квітень 1919 року — радянські війська увійшли до Криму. В ході боїв на території Криму була встановлена радянська влада.
- 28 квітня 1919 року — створена Кримська Радянська Соціалістична Республіка.
  -  29 квітня — 23 червня 1919 року — місто в складі Кримської Радянської Соціалістичної Республіки.
- червень 1919 року — війська ЗСПР увійшли до Криму. До 26 червня російські білі війська окупували всю територію Криму і ліквідували Кримську Радянську Соціалістичну Республіку.
  -  23 червня 1919 року — 15 листопада 1920 року — Севастополь під управлінням уряду Півдня Росії.
- листопад 1920 року — Червона армія повністю опанувала Кримом, півострів увійшов до складу РРФСР.
  -  15 листопада 1920 року- Червона армія увійшла в Севастополь. Місто увійшло до складу РРФСР.

## Радянський період: 1920—1991 роки

### Севастопольська оборона (1941—1942)
Севастопольська оборона (1941—1942) стала важливим етапом в ході бойових дій в боротьбі за Крим під час Німецько-радянської війни.
До початку війни роботи по зміцненню Севастополя з суші не проводилися; були виконана тільки рекогносцировка оборонних рубежів. З липня по листопад 1941 року не пощастило частково виконати план по створенню сухопутної оборони, який включав три рубежі: передовий, головний і тиловий.
У Севастопольській обороні за рішенням Ставки Верховного Головнокомандування брали участь:
- 51-а Окрема армія (в серпні 1941 року сформована для оборони Криму)
- Приморська армія (в жовтні 1941 року була перекинута до Криму з Одеси)
- До складу флоту, що знаходився в Севастополі, входили: 1 лінкор, 5 крейсерів, 11 есмінців, 16 підводних човнів і ін.

Оборонна операція почалася 30 жовтня 1941 року.

### Севастополь після війни
У післявоєнні роки місто було вдруге повністю відновлено. У 1950-ті роки забудовані кільце вулиць і площ навколо Центрального міського пагорба, в 1960-і і 1970-і роки — цілий ряд нових житлових районів, в районі колишнього Куликова поля збудований проспект Генерала Острякова, забудовані квартали на берегах Стрілецькій і Камишової бухт, на Північній стороні. У 1954 році відтворено будинок панорами «Оборона Севастополя 1854—1855 рр.», В 1957 році — побудовано нову будівлю міського російського драматичного театру. У 1959 році відкрилася діорама «Штурм Сапун-гори 7 травня 1944 року». На площі Нахімова в 1964—1967 роки споруджений Меморіал героїчної оборони Севастополя 1941—1942 років. У радянські роки місто було одним з найчистіших і упорядкованих в СРСР. У місті грунтується ряд академічних та галузевих НДІ: Інститут біології південних морів (на базі Морської біологічної станції) і Морський гідрофізичний інститут АН УРСР, Севастопольське відділення державного інституту океанології і океанографії, Чорноморська філія НДІ технології суднобудування і ряд інших. З'являються в Севастополі і вузи: Севастопольський приладобудівний інститут, швидко встав в ряд найбільших політехнічних вузів країни, і дві вищі військово-морських училища: Чорноморське імені П. С. Нахімова (ЧВВМУ) в Стрілецькій балці і Севастопольське інженерне в районі Голландія (СВВМІУ). У 1954 році, до сторіччя першої героїчної оборони, місто нагороджений орденом Червоного Прапора, 8 травня 1965 року Севастополь як Місто-герой був нагороджений медаллю «Золота Зірка», а в 1983 році його нагородили орденом Жовтневої Революції.
У 1948 році указом Президії Верховної Ради Української РСР Севастополь був «віднесений до категорії міст республіканського підпорядкування» і, як вважають російські дослідники, виведений зі складу Кримської області. На думку ж українських дослідників, указ 1948 року лише перекладав Севастополь в розряд регіонів, що фінансувалися безпосередньо з республіканського бюджету, ніяк не зачіпаючи питання юридичного підпорядкування і адміністративно-територіального поділу. Голова виконавчого комітету Севастопольської міськради Сергій Сосницький був присутній на церемонії підписання указу Президії ВР СРСР про передачу Кримської області в 1954 році; доповідаючи згодом на сесії міськради, він заявив, що місто разом з Кримською областю переданий до складу Української РСР.
20 січня 1991 року в місті був проведений референдум, на якому 97 % жителів висловилися за «статус Севастополя — головної бази Чорноморського флоту, міста союзно-республіканського підпорядкування».

## Севастополь в незалежній Україні
На всеукраїнському референдумі 1 грудня 1991 року 57 % жителів Севастополя проголосували за незалежність України (в Кримській АРСР — 54 %).
12 лютого 1991 року Верховна Рада Української РСР прийняла Закон «Про відновлення Кримської Автономної Радянської Соціалістичної Республіки». У статті 1 закону сказано: «Відновити Кримську Автономну Радянську Соціалістичну Республіку в межах території Кримської області в складі Української РСР». Оскільки відповідно до української позиції місто Севастополь не був виведений зі складу Кримської області в 1948 році, коли отримав статус міста республіканського підпорядкування, а прийняття Конституції УРСР в 1978 році не змінило юридичного статусу таких міст (на відміну від РРФСР, конституція 1978 року якої прямо виключала їх знаходження в складі областей), то Севастополь формально знаходився в складі Кримської АРСР до 1996 року, що також було відзначено в Конституції Республіки Крим 1992 року.
За Законом України «Про Автономну Республіку Крим» 17 березня 1995 року місто Севастополь є  адміністративно-територіальною  одиницею загальнодержавного  підпорядкування  і  не  входить   до    складу Автономної Республіки Крим. Статус міста Севастополя  визначається законами України.
У 1995 році в місті проходить три фінальні концерти фестивалю Червона рута'95.
Після прийняття нової конституції України в 1996 році Севастополь, як і столиця України — Київ, був містом центрального підпорядкування. Після прийняття закону про столицю Севастополь залишався єдиним містом в Україні, глава міської адміністрації (мер) якого не обирався, а призначався Президентом України. Однак міська рада Севастополя мала право накласти вето на будь-яке рішення мера.
З 2014 року окупований Росією. Верховна Рада України офіційно оголосила датою початку тимчасової окупації Криму і Севастополя Росією 20 лютого 2014 року.
9 березня 2014 року в Сімферополі та Севастополі відбулися мітинги до 200-річчя від дня народження українського поета Тараса Шевченка. У місті був затриманий після мітингу Микола Шиптур, якого правозахисники називають першим кримським політв'язнем.
У травні 2018 року підконтрольний Кремлю Гагарінський районний суд Севастополя засудив обвинуваченого в екстремізмі Ігоря Мовенка до двох років ув'язнення. 26 червня того ж року підконтрольний Кремлю Севастопольський міський суд змінив вирок з реального на умовний термін й ухвалив випустити обвинуваченого з СІЗО, де він провів два місяці. Причиною кримінального переслідування стали два коментарі, залишені Ігорем Мовенком у групі «Крим ‒ Україна» в соціальній мережі «ВКонтакте».